# The Blue Umbrella (phim 2013)
The Blue Umbrella là bộ phim hoạt hình máy tính ngắn của Pixar, phát hành kèm với Lò đào tạo quái vật vào năm 2013. Bộ phim do Saschka Unseld từ bộ phận kĩ thuật của Pixar đạo diễn, có xuất hiện nhiều kỹ thuật ánh sáng, đổ bóng và lồng ghép mới trong thể loại ảnh hiện thực (photorealism).

## Nội dung
Một khung cảnh thành phố hiện lên cùng cơn mưa. Nhiều chủ thể dọc con đường – biển báo, đèn đường, mái hiên, hòm thư, tòa nhà, cống rãnh, máng nước mưa, cửa sổ – sống dậy và có cử chỉ gương mặt riêng, đang vui vẻ tắm mình trong những giọt mưa. Nhiều người băng qua đường dưới những mái ô, tất cả chúng đều có màu đen, chỉ trừ một chiếc ô màu xanh. Khi người chủ dừng lại ở góc đường, chiếc ô xanh nhìn thấy một chiếc ô đỏ xinh đẹp bên cạnh mình. Cả hai nhìn nhau ngượng ngùng và nhanh chóng yêu mến nhau, cho đến khi chủ của chúng rẽ theo những hướng khác nhau.
Thấy vậy, nhiều đồ vật trên đường bắt đầu giúp đỡ để chủ hai chiếc ô gặp mặt. Khi chiếc ô xanh chuẩn bị xuống tàu điện ngầm, một chiếc biển báo chuyển làn gió thổi bay chiếc ô khỏi tay chủ mình. Khi sắp tiến đến nơi, chiếc ô bất ngờ gặp một cơn gió từ chiếc xe buýt tạt ngang và rơi xuống lòng đường. Các đồ vật đã giúp chiếc ô tránh khỏi con đường đầy nguy hiểm: một chiếc biển xây dựng sáng đèn để chuyển một xe sang làn khác, một chiếc ống cống phun nước để đẩy chiếc ô ra khỏi đường đi, một biển xây dựng khác ném ô ra khỏi một chiếc xe và một cái mương đã thổi ô lên không. Thế nhưng, chiếc ô bị một chiếc xe tải đâm trúng, khiến các vật thể khác buồn bã.
Bị hỏng và thâm tím, chiếc ô được người chủ tìm thấy ngay vào lúc chủ chiếc ô đỏ đi đến, khiến cả hai đoàn tụ. Vật thể trong thành phố lặng lẽ vui mừng vì cuộc gặp mặt, trong lúc chủ của hai chiếc ô ngồi cùng nhau tại một quán cà phê địa phương.

## Sản xuất

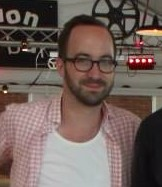
Saschka Unseld, đạo diễn của bộ phim, tại Liên hoan phim hoạt hình quốc tế Annecy 2013.

Saschka Unseld phát biểu mình phát triển nên câu chuyện này sau khi tìm thấy một chiếc dù bị bỏ quên tại San Francisco. Sau đó, Unseld và các đồng nghiệp chụp nhiều bức ảnh về những đồ vật tĩnh trên khắp đường phố New York City, San Francisco, Chicago, và Paris, Pháp. Anh mô tả bộ phim ngắn này giống như một "lời tuyên bố tình yêu đến cơn mưa".
Hệ thống kết xuất của Pixar được nâng cấp để điều chỉnh nhiều loại chiếu sáng và phản chiếu mới, một kỹ thuật gọi là chiếu sáng tổng thể. Nhiều cảnh quay trong phim sử dụng Pareidolia để vẽ nên gương mặt trên các vật thể tĩnh động. Giống như hầu hết phim ngắn Pixar khác, The Blue Umbrella "không có lời thoại mà nhấn mạnh mặt hình ảnh và âm nhạc để tạo nên phản ứng xúc cảm".

## Phát hành
The Blue Umbrella công chiếu lần đầu vào ngày 12 tháng 2 năm 2013 tại Liên hoan phim quốc tế Berlin lần thứ 63. Phim phát hành rộng rãi vào ngày 21 tháng 6 năm 2013, theo kèm với bộ phim dài Lò đào tạo quái vật của Pixar. Phim cũng xuất hiện trong đĩa DVD và Blu-ray của Lò đào tạo quái vật.
Nhạc phim của Jon Brion, có xuất hiện giọng hát của Sarah Jaffe, được phát hành kỹ thuật số thông qua hãng Walt Disney Records vào ngày 9 tháng 7 năm 2013.

### Đánh giá chuyên môn
Các nhà phê bình khen ngợi The Blue Umbrella. Collider cho phim điểm A, với đánh giá: "Không phá hỏng phần còn lại của câu chuyện, tôi có thể nói rằng The Blue Umbrella là một bộ phim ngắn 6 phút đầy thú vị. Câu chuyện chàng trai gặp cô gái này giới thiệu một số nhân vật đáng nhớ và độc đáo trong một thành phố khiến bạn phải mỉm cười và thấy gương mặt ở khắp mọi nơi. Phim thông thái, dễ thương và kỳ quặc, một mở đầu hoàn hảo cho Lò đào tạo quái vật của Pixar. National Post cho bộ phim 3.4/4 sao, gọi bộ phim là "6 phút của vẻ đẹp cơn mưa" và mô tả phim "chắc chắc được đề cử giải Oscar".